# Декоративно-прикладное искусство башкир

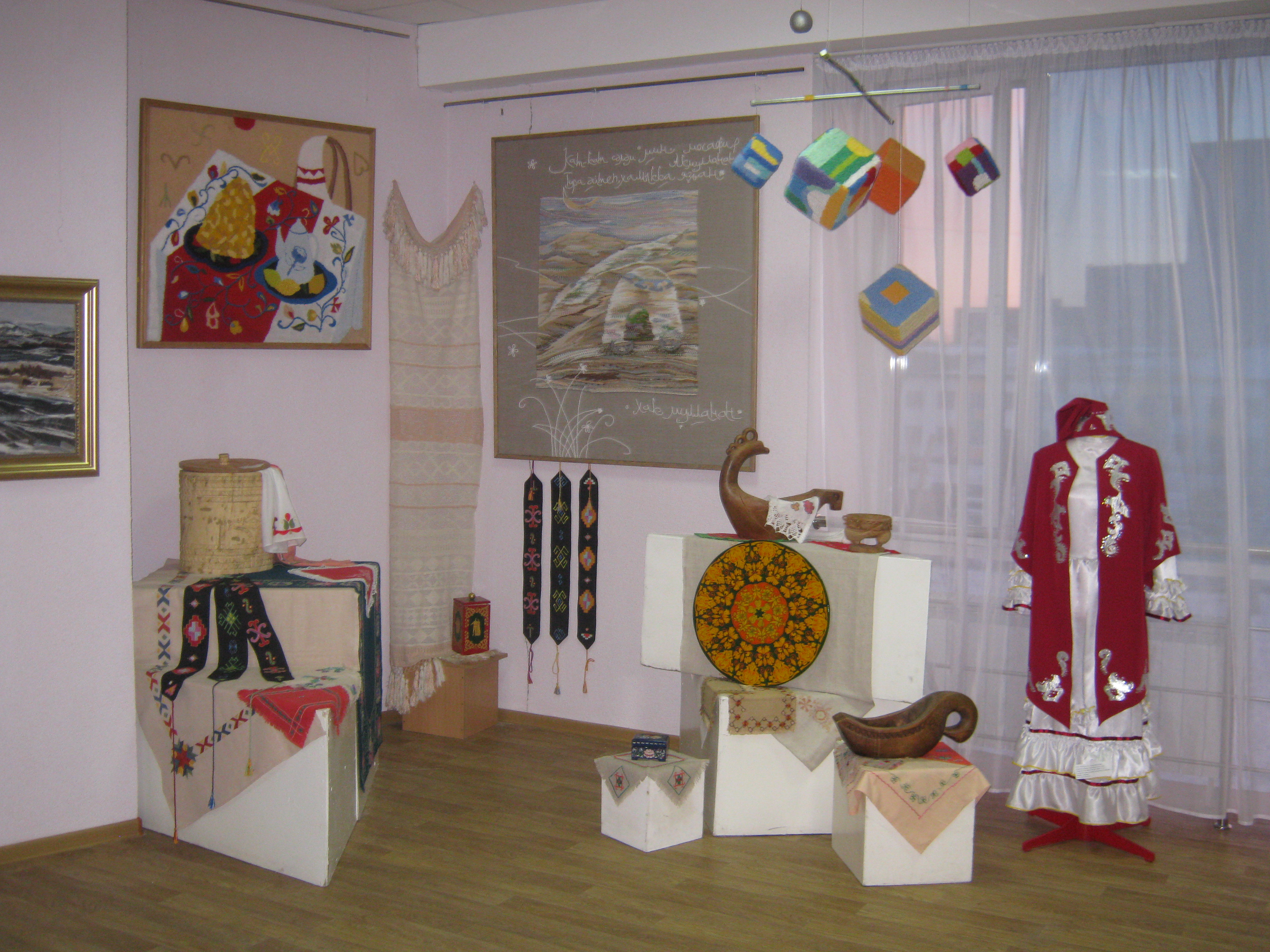
Предметы декоративно-прикладного искусства башкир в школьном музее

Декоративно-прикладное искусство башкир — раздел изобразительного искусства башкир, включающий в себя разные области творческой деятельности, направленной на изготовление художественных изделий бытового, ритуально-обрядового назначения — одежда, обувь, домашняя утварь, мебель, ткани, орудия труда и др.
Виды декоративно-прикладного искусства различаются по используемому материалу (дерево, керамика, кости, кожа, металл, текстиль), технике изготовления (чеканка, выжигание, вышивка, резьба, роспись, литьё).
Предметы декоративно-прикладного искусства связаны с духовной и материальной культурой башкир, их укладом жизни, обычаями, традициями, окружающей природой. Декоративно-прикладное искусство разделяется на традиционное народное творчество, включающее промыслы, ремесла и профессиональное искусство мастеров. До 20 века у башкир бытовало в основном традиционное народное творчество.

## История
Истоки башкирского декоративно-прикладного искусства связаны с древними традициями кочевой культуры тюркских народов, образом их жизни, при котором были созданы бытовые предметы, такие как: утварь, одежда, обувь, убранство коня и снаряжение всадника, предметы религиозно-культового назначения и др. Потребности башкир воплотились в появлении декоративно-прикладного искусства, связанного с ткачеством, вышивками, обработкой дерева, металла, в оформлении одежды башкир, украшении жилища.
Природные условия жизни на Южном Урале сыграли главную роль в укладе жизни башкир. Определились два образа жизни — кочевой и оседлый, соответственно сформировались свои особенности используемых предметов, одежда и характер их украшений. Создавались предметы, красивые по форме, с выявлением красоты материалов. На части предметов башкиры ставили семейно-родовой знак (тамга), что стало источников развития башкирского орнамента. Со временем, под влиянием ислама в орнаменте произошел уход от изображения людей, орнамент стал состоять из абстрактных форм — знаков, символов.

### Башкирский орнамент

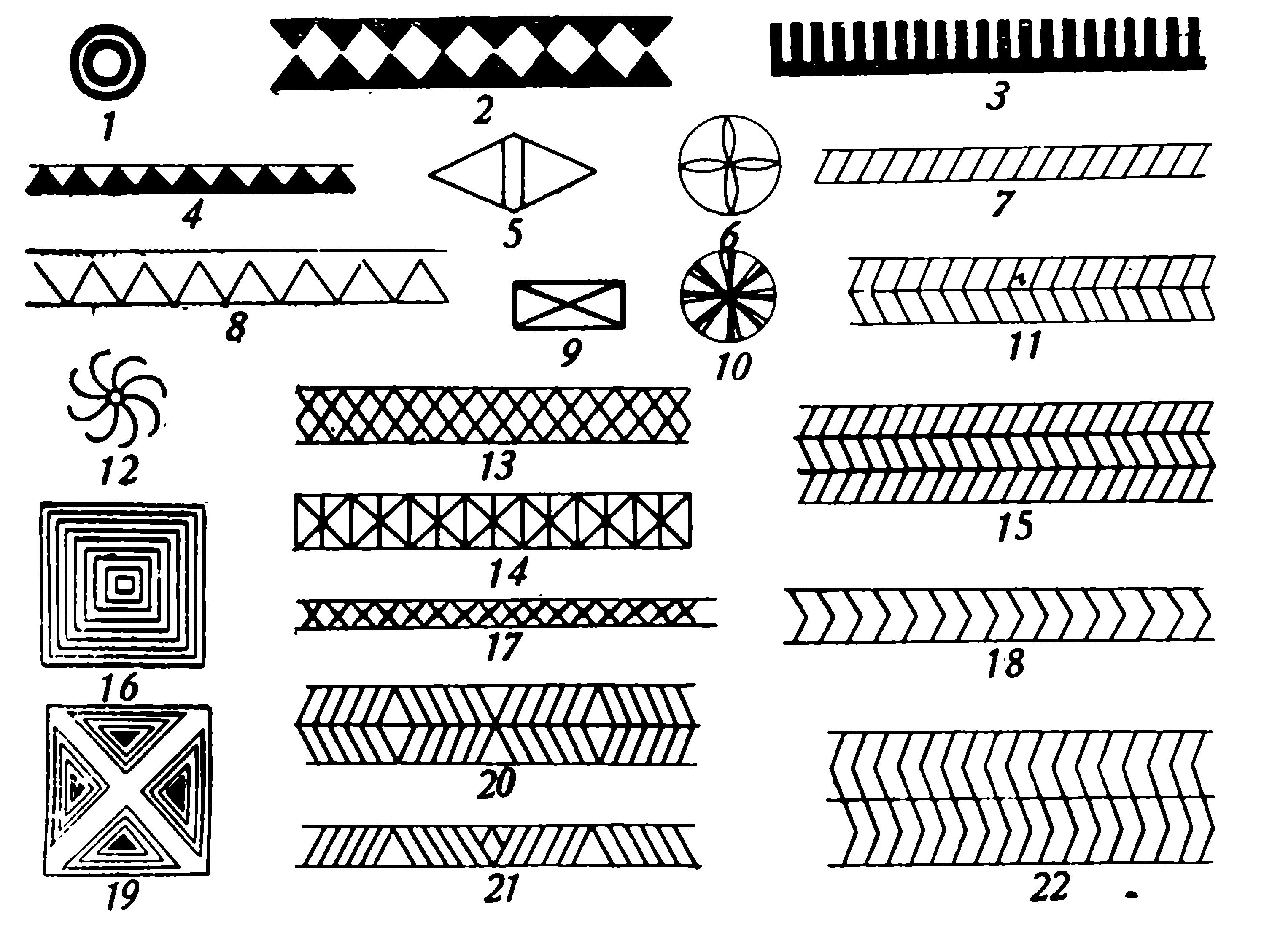
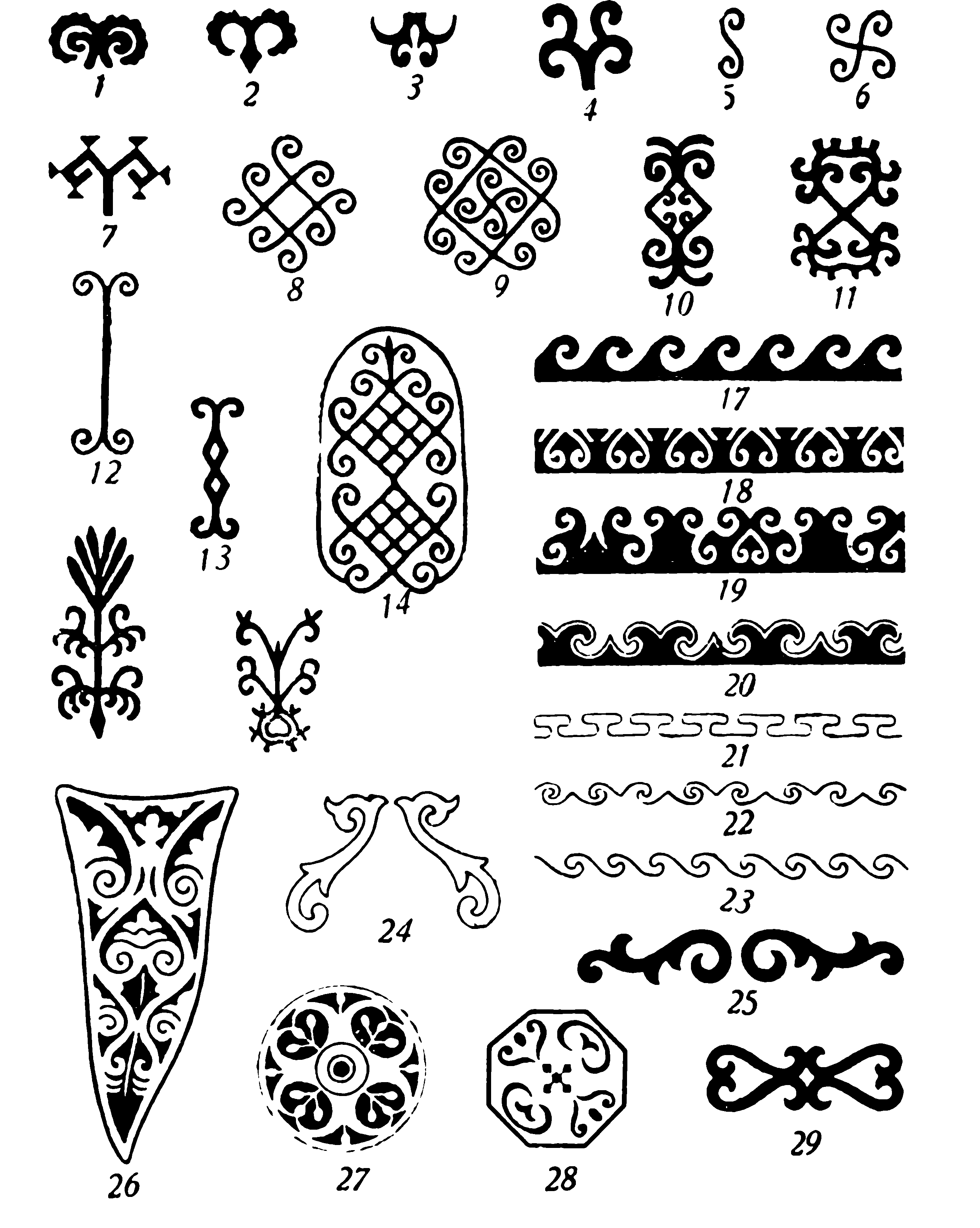
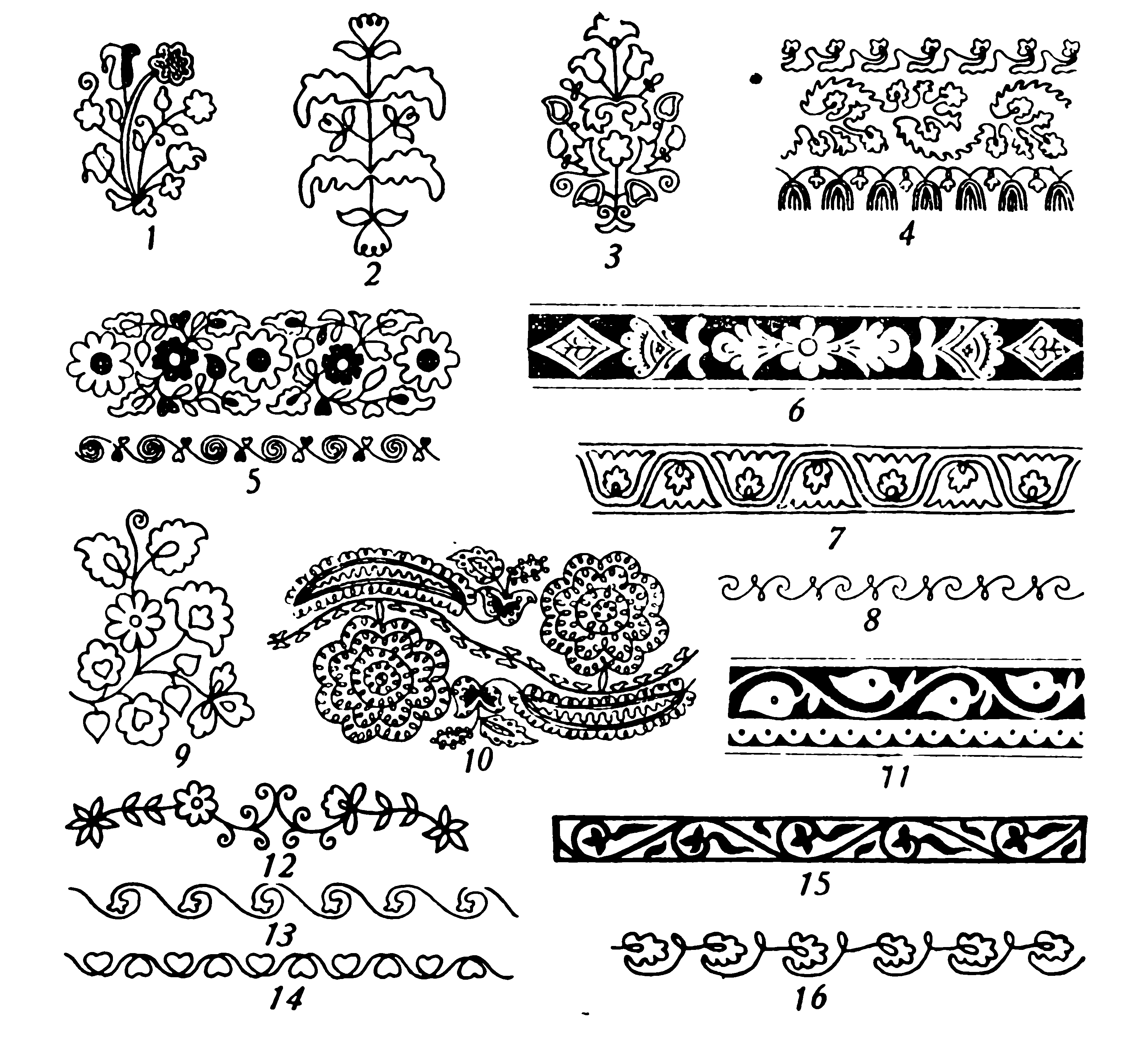
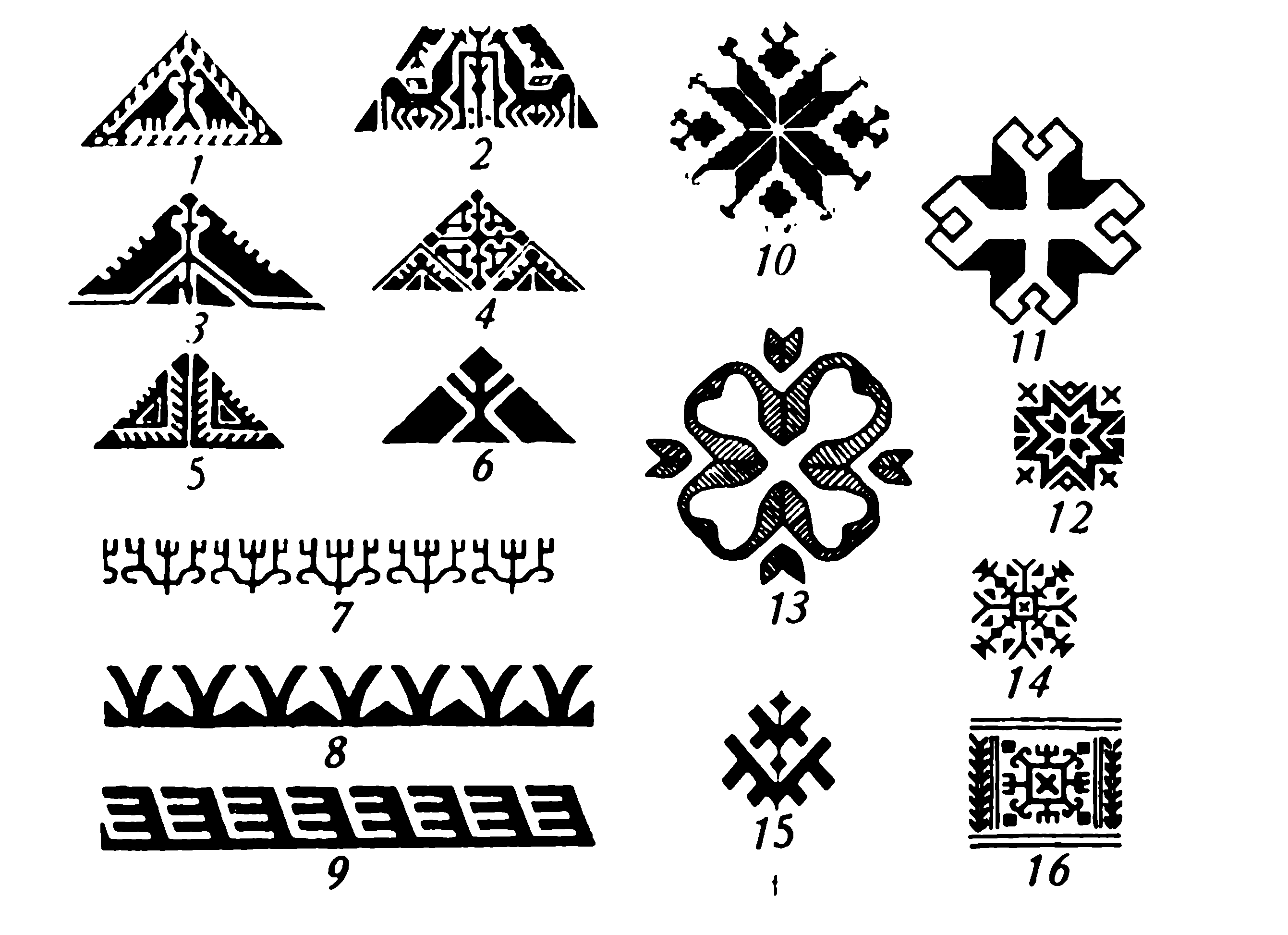
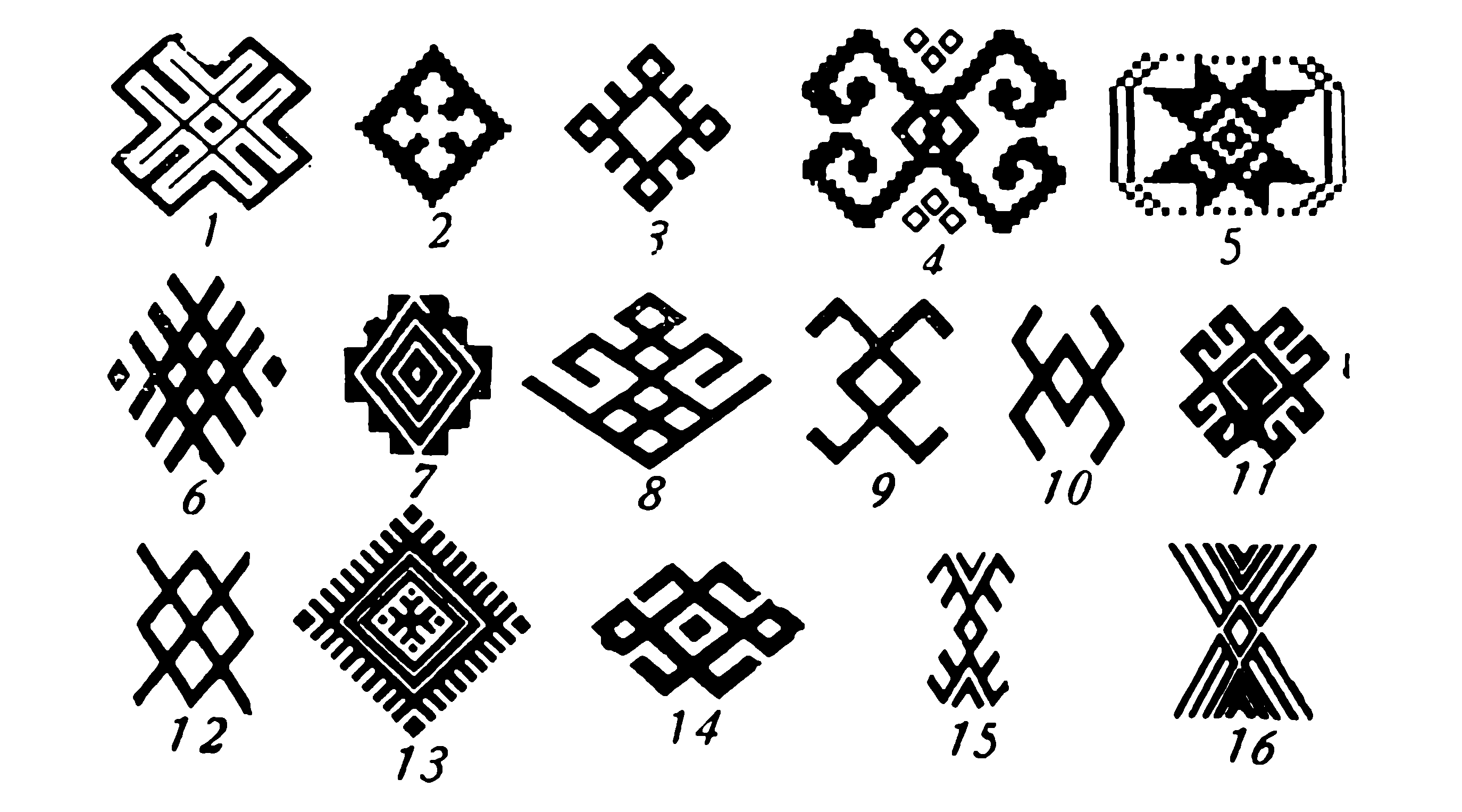

В состав традиционного башкирского орнамента вошли сложные композиции из S-образных фигур, рогообразные узоры «кускар».

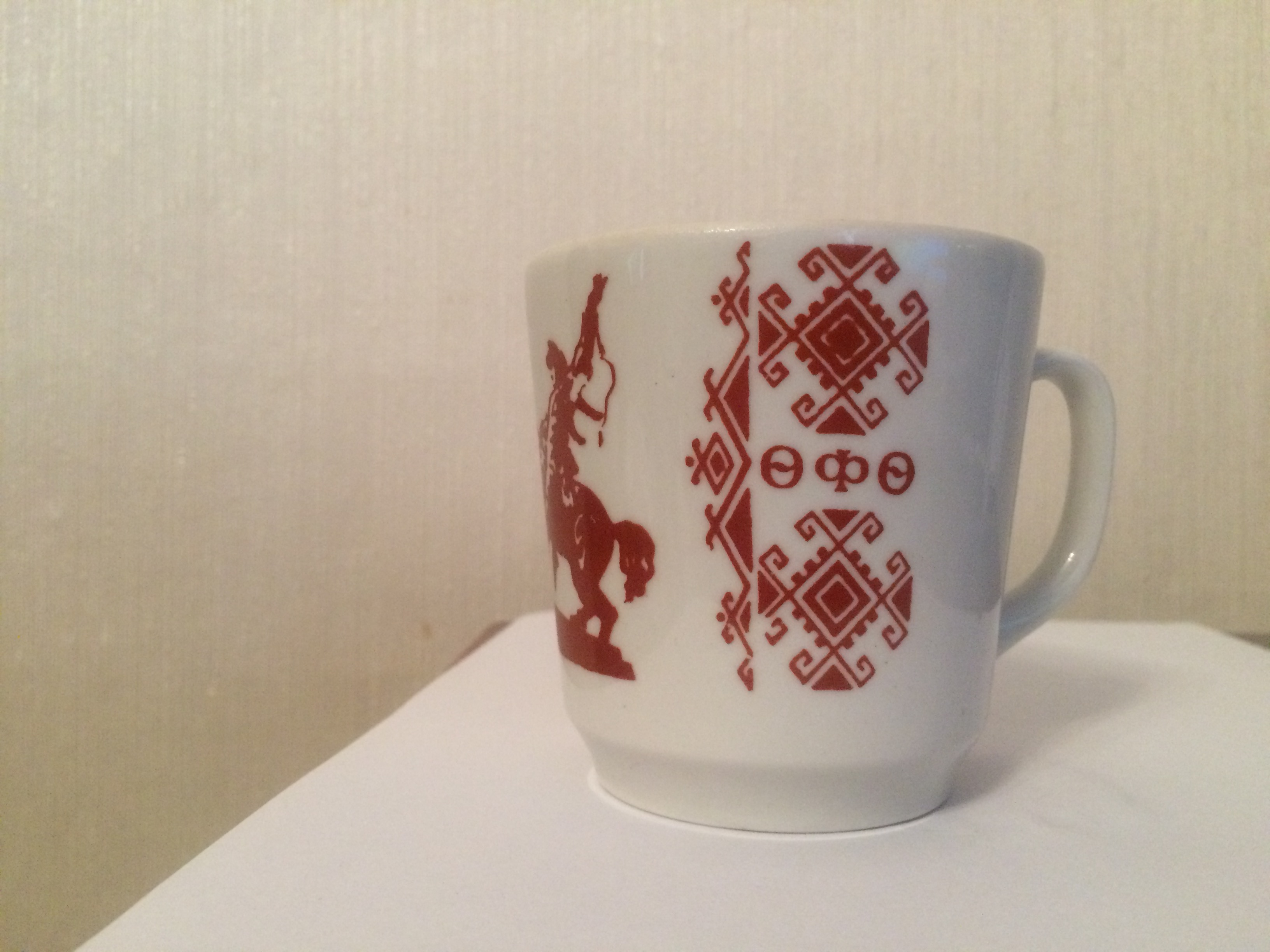
Башкирский орнамент в керамике

Смысл крестообразных фигур выражали ориентацию в пространстве. Треугольные формы стали условными изображениями птиц, что пошло от тотемистических представлений башкир. Кускарный узор на мотив рогов барана пошел от скотоводческого уклада
жизни. Имели определенный смысл и цвета фигур. Распространенными были красный, белый и чёрный цвета. Эти цвета башкиры использовали в оформлении жилища, одежды, предметов декоративно-прикладного искусства. Красный цвет ассоциировался с огнём и солнцем, белый — с чистотой и небом, чёрный цвет мог защищать людей от сглаза.
Древним символом у башкир был круг, как магический элемент он применялся в обрядах лечения от испуга, защиты от бесплодия женщин, как оберег детей от сглаза. В форме круга выполнялись юрты, планировка кочевых поселений, круг использовался в орнаменте. Наряду с кругом символическое значение имел и ромб.

### Оформление жилища
Декоративно-прикладное искусство башкир проявилось в оформление жилища, в его традиционном убранстве. Башкиры оформляли юрты, домашнюю утварь, посуду, мебель. Из мебели в кочевом жилище присутствовал сундук (һандыҡ), подставка под него (урын аяҡ). Сундук также украшался геометрической резьбой, раскрашивался в 2—3 цвета, посуда изготовлялась устойчивой по форме, с гладкими поверхностями без орнамента или с простой резьбой по краям, например в виде ёлочки.
Важнейший элемент деления внутреннего пространства жилища была занавесь — шаршау. Шаршау за пределами дома выступал как символ. Его использовали в свадебных обрядах. В оформление занавесей использовался квадрат, ромб, красный цвет, который обладал свойством приносить благополучие и удачу в дом.

### Деревянные изделия

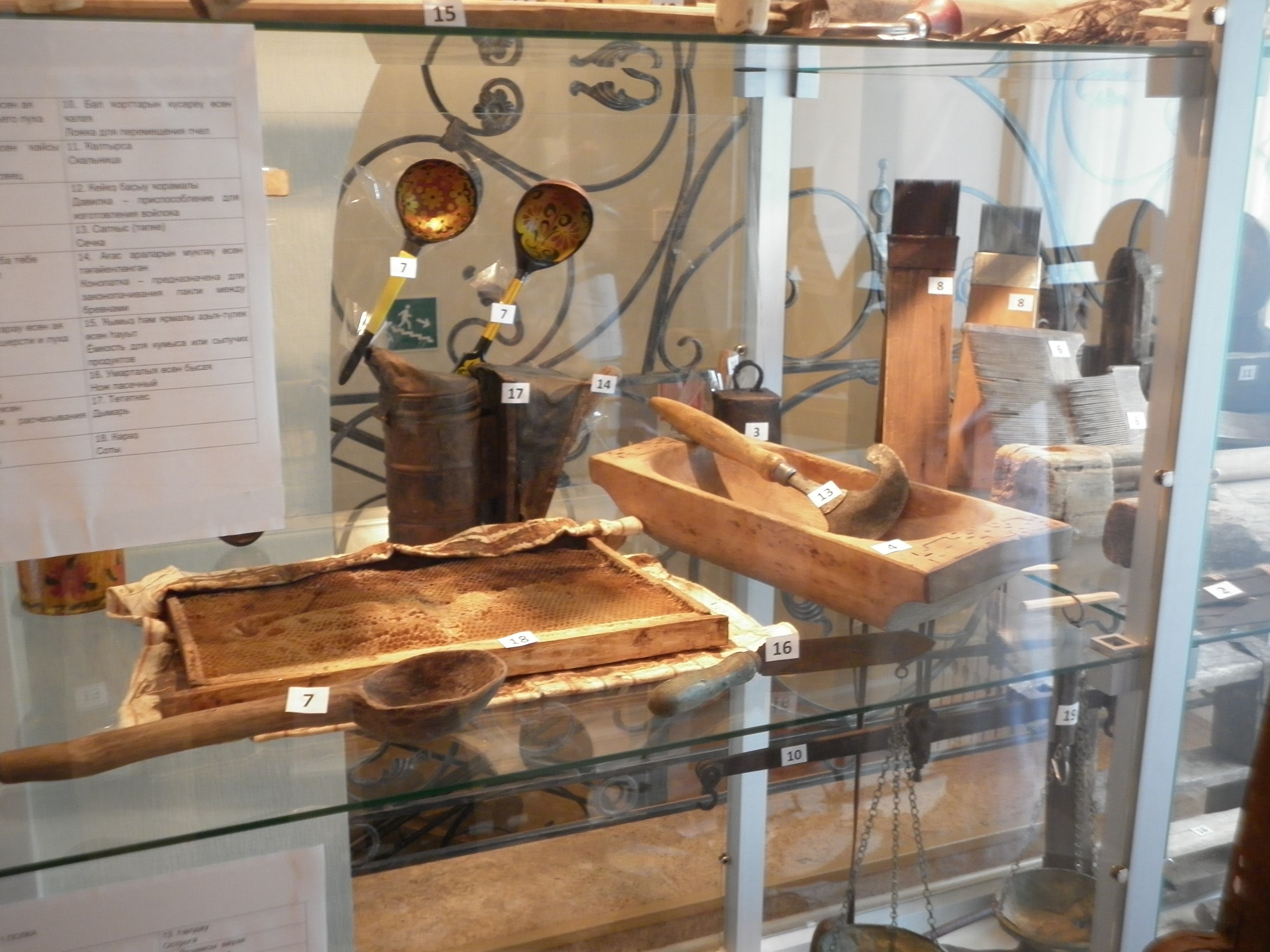
Экспонаты салаватского краеведческого музея

Изделия из дерева широко использовались в быту башкир. Такие его свойства, как плохая теплопроводность, легкость обработки, доступность, позволяли делать из него широкий круг предметов — от ложек, ковшей, до прялок, хомутов, сёдел и др. Изделия украшались тотемным знаком башкир в виде кольца с вырезанной фигуркой животного, резьбой и др.
Кроме изделий из дерева башкиры занимались выделкой кожи, шитьем обуви с войлочным или суконным голенищем. Украшались предметы воинского и охотничьего снаряжения: узоры на коже сочетались с металлическими накладками с серебрением и золочением с узорами в виде трилистника.
Распространение получило узорное ткачество с закладной и выборной техниками из шерстяных ниток тонкого прядения (шаршау, скатерти, обрядовые полотенца, фартуки) ткали и шали.
С конца 19 века башкиры переходили к оседлому образу жизни. Домашние изделия часто не выдерживали конкуренции с фабричными. Постепенно утрачивалось искусство башкир по тиснению по коже, аппликации, строчевышивки, обработки металла.
После Октябрьской революции 1917 года в стране поддерживалась самобытность национальных культур. Расцвет и сближение наций происходило за счет взаимопроникновения и обогащения национальных культур народов СССР. После Великой Отечественной войны в Башкирской АССР возобновились праздники сабантуй, каргатуй, возрождались ремёсла: войлоковаляние, пуховязание, ковроткачество, вышивка и др. В 1950—1960-е года в республике были опубликованы документы по развитию народных ремёсел. Были созданы предприятия, занимающиеся народными промыслами. Это ПО «Агидель», «Дружба», художественные артели. Строительство новых мечетей и восстановление старых привело к созданию художественны мастерских для изготовления ритуальных предметов.

### Профессиональное декоративно-прикладное искусство
Профессиональное декоративно-прикладное искусство башкир возникло позже народных промыслов. Профессиональное искусство нашло отражение в произведениях из фарфора (сервиз «Восточный» Ф. У. Усмановой; светильник «Шурале» М. К. Якубова), в резьбе по дереву — И. М. Ямалетдинов, ижау «Бурзян», 1980; М. Х. Давлетьярова «Цветок курая», 2001; в чеканке по металлу — Якубова, панно «К солнцу», совместно с Б. Д. Фузеевым, 1967-69; ДК «Моторостроитель» и др.

## Современное состояние
В настоящее время в республике развивается национальные традиции ювелирного искусства, обработки камня — Р. Н. Фазлеева («Жук», 2007; серпентин), кожи — Л. М. Стратонова, панно «Уральские травы», диптих, 1995 и др.
Развивается искусство лаковой миниатюры, резьбы по кости, художественного текстиля: батика, вышивки, гобелена, макраме и др.
Предметы декоративно-прикладное искусство башкир выставлялись на художественных выставках, прошедших в 1997, 2002, 2008 годах в Республике Башкортостан, они экспонируются в художественных галереях республики, Национальном музее Республики Башкортостан, Художественном музее им. М. В. Нестерова, Салаватском историко-краеведческом музее и др.
В XXI веке художественным оформлением изделий из войлока занимались А. А. Байрамгулова, Г. Т. Мухамедьярова и др. При этом используется иглопробивная техника, заимствованная из производства нетканого гобелена.
Большое внимание уделяется художественному оформлению, конструированию и моделированию одежды. в этом направлении работают мастера А. Д. Кирдякин (кожаные изделия, шали), В. М. Шибаева (лоскутное шитьё), Э. Б. Ефимовская (многослойность) и др.
В 80-х годах в Башкортостане возник интерес к изготовлению художественных кукол. Куклы делают из глины, фаянса, с нарядными костюмами. Созданием кукол занимаются мастера: Байбурин Н. Г. (куклы «Маянхылыу», «Хужа», «Хужабика»), Сахно З. А. («Клоун»), Кузнецова В. Г. и др.
См. также: Искусство Башкортостана, Башкирский орнамент.